# 70 тисяч років тому (фільм)
«70 тисяч років тому» — український сімейний, комедійний мюзикл відзнятий режисером Едуард Нечмоглод в форматі "Takflix original". У стрічці зіграли Георгій Поволоцький («Капітан Бровари», «Дике поле»), Роланд Мішко («Капітан Бровари», «Мої думки тихі»), Руслан Мірошниченко («ГКЧП»), Кароліна Мруга ("Уроки Толерантності"), Роб Фельдман ("Вбиваючи Єву", "Капітан Бровари", "Дон Жуан із Жашкова"), Юлія Дідик.
Зйомки відбувалися у серпні 2023 року. Національна прем'єра фільму відбулася у жовтні 2023 року на кінофестивалі Молодість у Києві, детальніше про це на сторінці фестивалю. До написання пісень у фільмі був залучений композитор Dima Libra. Для створення фільму український онлайн-кінотеатр Takflix запустив спеціальну краудфандингову кампанію.

## Опис
У віддалених часах, 70 000 років тому, Хлюпік, що живе серед зграї, випробовує тиск від оточення, що очікує від нього перетворення на нормального мисливця. Проте в серці Хлюпіка горить вогонь музики. Чи зможе він зіграти по власним правилам і обрати стежку мистецтва, чи ж підкориться очікуванням свого батька та зграї?

## Сюжет
У світі, де пріоритетом є полювання та виживання, Хлюпік вирізняється своєю любов'ю до музики. Невпевнений у собі через відмінність від інших у зграї, він намагається відповідати очікуванням батька та спробує стати мисливцем. Однак його справжні почуття виявляються сильнішими, і він ризикує усе, щоб виразити свою музичну сутність. Після вигнання зі зграї він повертається, щоб підняти дух своїх товаришів під час труднощів, виявляючи, що справжній шлях до прийняття — це бути самим собою.

## У ролях
| Актор               | Роль   |
| ------------------- | ------ |
| Роланд Мішко        | Хлюпік |
| Георгій Поволоцький | Вождь  |
| Руслан Мірошниченко | Дік    |

## Нагороди та відзнаки
- 2024, Перемога у премії від Гільдії сценаристів України в номінації "Найкращий сценарій короткометражного фільму".
- 2023, Київський міжнародний кінофестиваль «Молодість».
- 2024, Фільм потрапив у довгий список претендентів на 8-му національну кінопремію «Золота дзиґа» від Української кіноакадемії.